# 季龍圖
季龍圖（1872年10月24日—1950年5月3日），字景范，名瑞章，江苏盐城人，清朝、民国政治人物、進士出身。

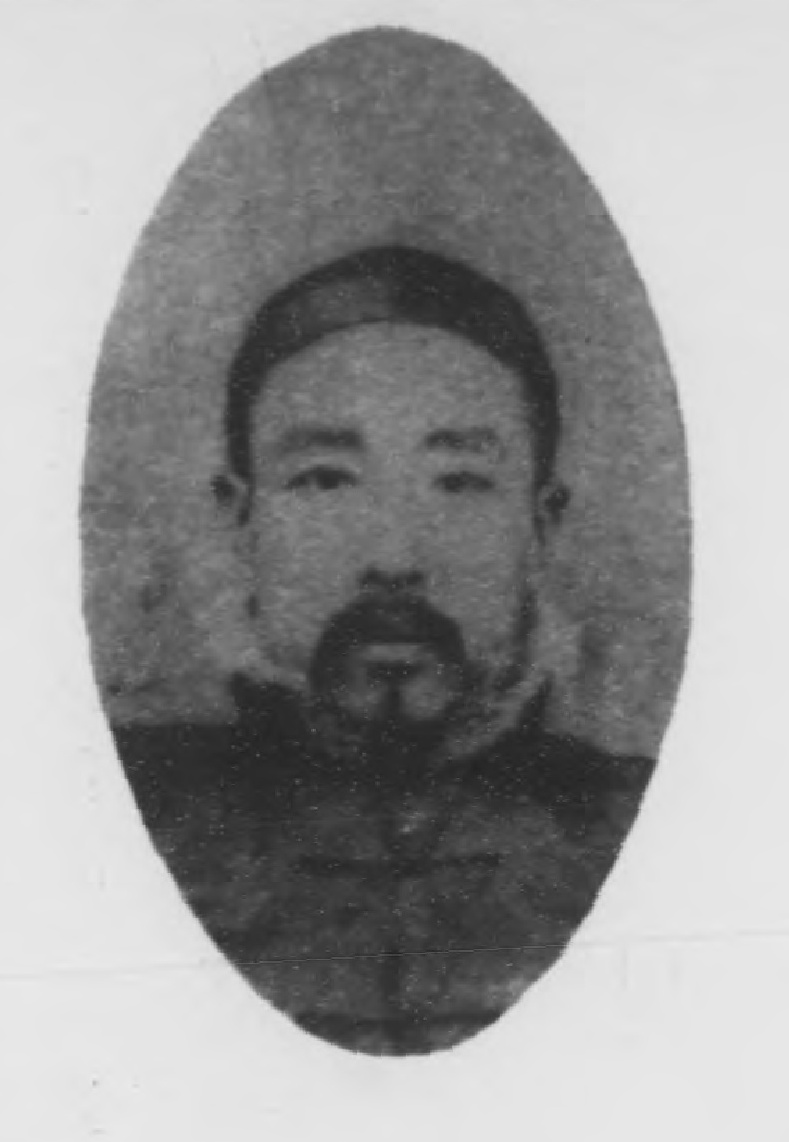

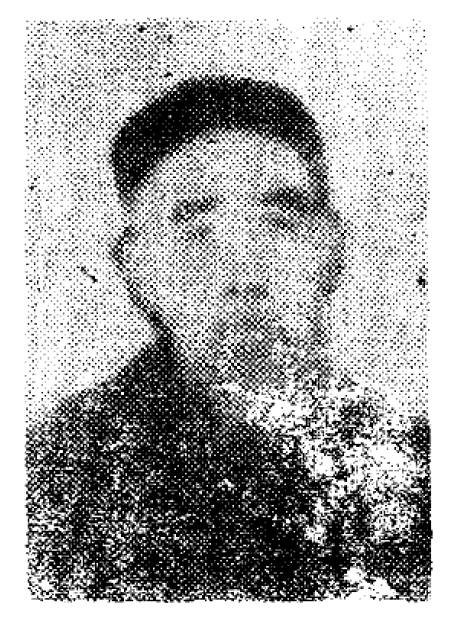
季龍圖

光緒三十年（1904年），會試第206名；殿試登進士二甲52名，后授以主事分刑部學習。光緒三十二年，奉召赴日本东京大学攻读政治。宣統三年（1911年），參加同盟會，并成立鹽城學會，任教育會長。民国七年（1918年），當選為國會眾議院議員。此後從事教員。